# Front Load
Front Load è un singolo della musicista venezuelana Arca, pubblicato il 23 novembre 2015 come quarto estratto dal secondo album in studio Mutant.

## Video musicale
Il video musicale del singolo, diretto da Jesse Kanda, era stato pubblicato sul canale YouTube di Arca, venendo tuttavia rimosso a causa delle immagini di nudo; esso è disponibile sulla pagina Vimeo della musicista. Sul videoclip, Arca ha affermato: «Per questo video Jesse ha preso uno dei miei melograni senza chiedere il permesso».

## Tracce
Musiche di Alejandra Ghersi.
1. Front Load – 2:44